# 百里酚蓝
百里酚蓝（英語：Thymol blue）是一种棕绿色至红棕色的晶体粉末，用作pH指示剂。它不溶于水，但溶于乙醇及稀碱溶液。
百里酚蓝在pH 1.2~2.8时由红色渐变为黄色，在pH 8.0~9.6时由黄色渐变为蓝色。它通常是通用指示剂的一个成分。
在波长 (378 - 382) nm 处，消光系数 > 8000，在波长 (298 - 302) nm 处，消光系数 > 12000。

## 结构

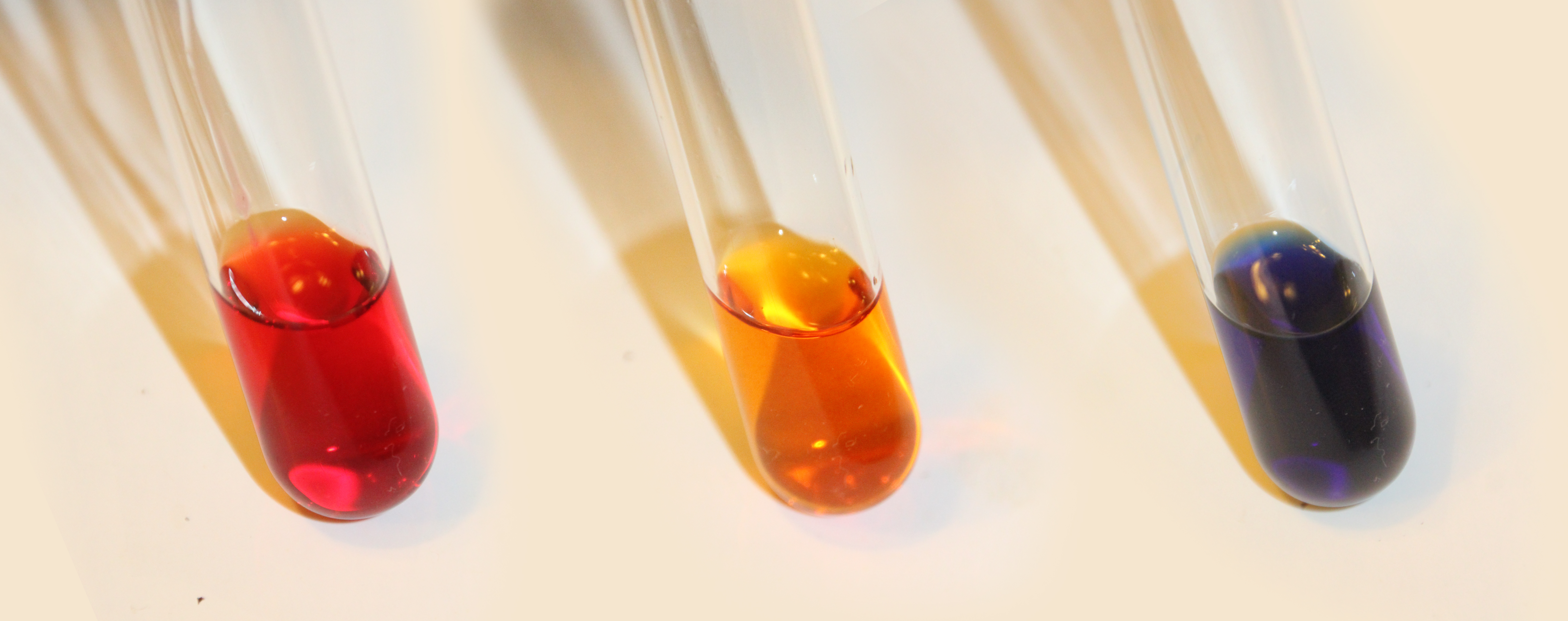
不同酸碱条件下百里酚蓝溶液的颜色。左：酸性，中：中性，右：碱性

百里酚蓝在不同的pH值下具有不同的结构。

## 安全
它可能会引起刺激。其毒理学特性尚未得到充分研究。吞食有害，有急性毒性。仅当百分比值高于10%时才具有危险性。